# Ľubomír Havran
Ľubomír Havran (* 27. června 1966) je bývalý slovenský fotbalista.

## Fotbalová kariéra
V československé lize hrál za Slovan Bratislava. Nastoupil v 19 ligových utkáních. Ve druhé nejvyšší soutěži hrál i za VTJ Žatec.

## Ligová bilance
| Ročník                                   | Zápasy | Góly | Klub              |
| ---------------------------------------- | ------ | ---- | ----------------- |
| 1. československá fotbalová liga 1984/85 | 7      | 0    | Slovan Bratislava |
| 1. československá fotbalová liga 1988/89 | 12     | 0    | Slovan Bratislava |
| CELKEM                                   | 19     | 0    |                   |